# The Day After - Il giorno dopo
The Day After - Il giorno dopo (The Day After) è un film per la televisione statunitense scritto da Edward Hume e diretto da Nicholas Meyer, trasmesso per la prima volta il 20 novembre 1983 sul circuito televisivo statunitense della ABC.
Nel film viene descritta una situazione ipotetica che porta ad una guerra nucleare (più precisamente un reciproco attacco counter-silos ICBM) tra gli Stati Uniti e l'Unione Sovietica, e le sue conseguenze come percepite dai residenti di zone rurali (con alta densità di basi di silos per gli ICBM degli USA) come Lawrence e Kansas City.

## Trama
Stati Uniti, primi anni ottanta. La cronologia degli eventi che portano alla terza guerra mondiale è dipinta interamente attraverso notiziari televisivi e radiofonici. L'Unione Sovietica ha avviato un riarmo militare in Germania Est, ammassando truppe lungo il fiume Elba fino alla frontiera con la Cecoslovacchia, con l'obiettivo di intimidire gli Stati Uniti per farli ritirare da Berlino Ovest. Quando gli Stati Uniti decidono di non indietreggiare, divisioni corazzate sovietiche vengono inviate al confine fra le due Germanie, presso il varco di Fulda.
Durante la sera di venerdì 15 settembre i telegiornali segnalano una "ribellione diffusa tra le diverse divisioni della Nationale Volksarmee". A causa di questa ribellione, i sovietici bloccano ogni accesso a Berlino Ovest, sui varchi di Lauenburg, Helmstedt, Herleshausen e Rudolphstein ed, in seguito, agli aeroporti di Tegel e Tempelhof. La tensione sale e gli Stati Uniti emettono un ultimatum secondo il quale i sovietici devono porre fine al blocco entro le ore 6:00 del giorno dopo, o sarà interpretato come un puro atto di guerra. I sovietici categoricamente si rifiutano, ed il presidente degli Stati Uniti mette tutti i militari americani a DEFCON 2.
Sabato 16 settembre, le forze della NATO in Germania Ovest invadono la Germania Est attraverso il checkpoint Helmstedt. I sovietici tengono il corridoio Marienborn ed infliggono pesanti perdite alle truppe NATO. Bombardamenti aerei sovietici condotti da due MiG-25 distruggono un deposito di munizioni della NATO e colpiscono anche una scuola ed un ospedale nei dintorni di Würzburg. Attraverso una trasmissione radio, gli spettatori vengono a sapere che Mosca è stata evacuata, in quanto probabile bersaglio di un imminente attacco nucleare americano. A questo punto, la popolazione delle principali città degli Stati Uniti è allertata per iniziare evacuazioni di massa, in previsione di un imminente giorno del giudizio. Seguono rapporti non confermati secondo i quali armi nucleari sono state utilizzate a Wiesbaden e alla periferia di Francoforte sul Meno. Nel frattempo, nel Golfo Persico ha luogo uno scontro navale fra unità statunitensi e sovietiche. I rapporti radio riferiscono che le navi si sono affondate a vicenda.
Gli spettatori vengono quindi a sapere che l'Armata Rossa ha contrattaccato, entrando in Germania Ovest attraverso il varco di Fulda e sta per raggiungere il Reno. Volendo impedire che le forze sovietiche invadano la Francia (cosa ormai quasi certa) e che il resto dell'Europa occidentale crolli, gli Stati Uniti arrestano l'avanzata sovietica con il lancio di tre bombe nucleari a basso potenziale contro le truppe sovietiche. Intanto l'URSS lancia un attacco nucleare contro il quartier generale NATO a Bruxelles e di risposta, la United States Strategic Air Command inizia a preparare alcuni dei suoi bombardieri B-52, in preparazione per ulteriori attacchi nucleari.
Dopo il primo scambio nucleare in Europa, gli Stati Uniti mettono in atto la loro politica "launch on warning": lancio di un attacco nucleare su vasta scala contro l'Unione Sovietica non appena essi ricevano l'indicazione che l'Unione Sovietica si prepara a lanciare un attacco nucleare.
Le Forze aeree sovietiche distruggono una stazione BMEWS in Inghilterra ed un'altra alla Beale Air Force Base in California. Nel frattempo, a bordo dell'EC-135 Looking Glass il presidente degli Stati Uniti ordina un attacco completo contro l'Unione Sovietica. Quasi contemporaneamente, un ufficiale dell'Air Force riceve un rapporto che indica un massiccio attacco nucleare russo contro gli Stati Uniti, con "32 obiettivi pronti a partire, con 10 punti d'impatto." Un altro aviere riceve un rapporto che afferma che più di 300 ICBM sovietici sono in entrata. 
Significativamente nel film non viene data alcuna indicazione su chi sia stato ad aver lanciato l'attacco nucleare per primo.
La prima schiera di bombe atomiche sovietiche si abbatte sugli Stati Uniti alle 15:38, un'esplosione nucleare ad alta quota su Kansas City genera un impulso elettromagnetico. Trenta secondi più tardi, altri ICBM sovietici iniziano ad impattare su obiettivi militari e contro alcune città, tra cui Kansas City, Sedalia ed Eldorado Springs, sempre in Missouri. Non ci sono informazioni molto specifiche, ma nel film viene suggerito che la maggior parte delle città americane, stazioni militari, industrie e raffinerie siano state in gran parte rase al suolo. Dopo aver permesso questa distruzione, il Presidente degli Stati Uniti, tramite un discorso via radio dichiara che è stato firmato un cessate il fuoco tra Stati Uniti ed Unione Sovietica, che ha subito le stesse conseguenze della sua controparte americana.
La seconda parte del film narra delle vicende, immediatamente successive allo scoppio della guerra, di alcuni dei personaggi sopravvissuti, illustrando così le catastrofiche conseguenze della guerra termonucleare.

## Personaggi

### Gli Oakes
- Jason Robards nel ruolo del Dr. Russell Oakes
- Georgann Johnson nel ruolo di Helen Oakes
- Kyle Aletter nel ruolo di Marilyn Oakes

### I Dahlbergs
- John Cullum nel ruolo di Jim Dahlberg
- Bibi Besch nel ruolo di Eve Dahlberg
- Lori Lethin nel ruolo di Denise Dahlberg
- Doug Scott nel ruolo di Danny Dahlberg
- Ellen Anthony nel ruolo di Joleen Dahlberg
- Steve Guttenberg nel ruolo di Stephen Klein

### Personale dell'ospedale
- JoBeth Williams nel ruolo dell'infermiera Nancy Bauer
- Calvin Jung nel ruolo del Dr. Sam Hachiya
- Lin McCarthy nel ruolo del Dr. Austin
- Rosanna Huffman nel ruolo del Dr. Wallenberg
- George Petrie nel ruolo del Dr. Landowska
- Jonathan Estrin nel ruolo di Julian French

### Altri
- John Lithgow nel ruolo di Joe Huxley
- Amy Madigan nel ruolo di Alison Ransom
- William Allen Young nel ruolo dell'aviatore Billy McCoy
- Jeff East nel ruolo di Bruce Gallatin
- Dennis Lipscomb nel ruolo del reverendo Walker
- Clayton Day nel ruolo di Dennis Hendry
- Antonie Becker nel ruolo di Ellen Hendry
- Stephen Furst nel ruolo di Aldo
- Arliss Howard nel ruolo di Tom Cooper
- Stan Wilson nel ruolo di Vinnie Conrad

#### Effetti speciali
- In alcune sequenze della distruzione di Kansas City è stato usato materiale proveniente dal film Meteor di Ronald Neame.[1]
- Nella scena in cui il medico protagonista scorge le rovine di Kansas City, si è impiegata una celebre fotografia di Hiroshima, scattata dalle truppe americane dopo il bombardamento.
- Per l'effetto speciale del fungo atomico sono stati impiegati vernice a olio e inchiostro iniettati verso il basso in un serbatoio di acqua per mezzo di un pistone, filmati ad alta velocità per ottenere l'effetto rallentato, con la telecamera montata al contrario. L'immagine è stata poi invertita nel colore e nel contrasto durante processo di stampa.
- Il serbatoio di acqua utilizzato per il fungo atomico era lo stesso usato per creare l'effetto speciale della "Nebulosa Mutara" nel film Star Trek II - L'ira di Khan.

## Produzione
L'idea di realizzare la pellicola è stata di Brandon Stoddard che all'epoca era il presidente della "ABC Motion Picture Division". Egli stesso ha dichiarato che l'ispirazione gli venne dopo aver visto il film Sindrome cinese.

## Promozione
Nel vecchio continente per un primo sfruttamento cinematografico è stata preparata un'aggressiva campagna pubblicitaria ricca di slogan ad effetto: "Ha scioccato 125 milioni di spettatori", "Mai un film aveva suscitato tanto clamore e paura"...

## Distribuzione
- La pellicola è andata in onda per la prima volta il 20 novembre 1983[4] sul circuito televisivo statunitense della ABC mentre, in Europa, è stata distribuita dalla Titanus.
- The Day After uscì nelle sale cinematografiche italiane il 10 febbraio 1984.[5]
- La Rai lo mise in onda in prima serata dopo soli nove mesi, il 16 novembre 1984[6], un anno dopo la sua prima TV in assoluto.

## Accoglienza
Nel giorno della sua messa in onda sul circuito televisivo nazionale, domenica 20 novembre 1983, la catena ABC aprì alcuni "numeri telefonici toll-free" americani per dare precisazioni e fornire consigli in modo da poter calmare gli spettatori. Dopo il film la ABC mise in onda un dibattito in diretta fra lo scienziato Carl Sagan e William F. Buckley, Jr.: Sagan vi discusse il concetto di inverno nucleare, il rapido cambio climatico globale che teoricamente si poteva aspettare dopo una guerra nucleare.
Il film ebbe un marcato impatto psicologico sui cittadini di Kansas City e Lawrence. Uno psicoterapeuta assisteva un gruppo che vedeva il film nella "Shawnee Mission East High School" nei sobborghi della città, ed altri 1.000 parteciparono ad una fiaccolata nella "Penn Valley Park" nel centro di Kansas City. ABC News sapeva che la "veglia di pace" era stata inscenata con l'aiuto di comparse di Hollywood, ma omise il "dettaglio" dalla sua copertura giornalistica dell'evento. Nella città di Lawrence, venne formato un gruppo di discussione battezzato "Let Lawrence Live" dalla facoltà di lingua inglese dell'università e alcune dozzine di persone dalla facoltà di lettere si riunirono nel campus della University of Kansas di fronte al "Campanile Memoriale" della stessa e accesero migliaia di candele nel corso di una veglia di pace.
Dopo la sua apparizione, The Day After si guadagnò sia critiche che elogi. A seconda del punto di vista politico, i critici tendevano a sostenere che il film sensazionalizzasse la guerra nucleare, o rendesse troppo tetri e atroci alcuni aspetti della questione. Comunque, dal punto di vista tecnico, il film venne lodato per il sapiente uso degli effetti speciali e per il ritratto realistico della guerra nucleare e delle devastanti mutilazioni e sofferenze sulle sue vittime. Il film venne candidato a dodici Emmy e ne vinse due.
Circa 100 milioni di cittadini americani assistettero al film nella sua prima messa in onda alla televisione, una audience record per un qualsiasi prodotto delle fiction TV. La Producers Sales Organization acquistò i diritti di distribuzione internazionale per la cifra di 1.500 dollari, e concesse i diritti di visione del film, in modo platealmente gratuito, a molti paesi del mondo, dove si riscontrò un grande successo, principalmente nel "blocco orientale" (specialmente Cina, Corea del Nord e Cuba; questa versione internazionale conteneva sei minuti di metraggio non presenti nella edizione trasmessa in TV). Dal momento che non vi fu nessun guadagno per inserti pubblicitari in questi mercati, la Producers Sales Organization perse una cifra di denaro imprecisata, probabilmente enorme. Anni dopo questa versione internazionale venne distribuita in videocassetta dalla MGM.

### Critica
La critica lo considerò un B-movie a tutti gli effetti. Paolo Mereghetti sintetizza: 

## Riconoscimenti
- 1984 – Premio Emmy
  - Premio speciale Emmy Award per l'edizione del sonoro fuori dal comune per una serie televisiva limitata o ad edizione speciale
  - Premio Emmy Award per gli effetti visivi speciali fuori dal comune

## Influenza culturale
Nel 1986 l'Unione Sovietica produsse un proprio film sull'apocalisse nucleare: Quell'ultimo giorno - Lettere di un uomo morto, diretto da Konstantin Lopušanskij. Nel film sovietico uno scienziato premio Nobel rifugiatosi nel sotterraneo antiatomico di un museo scrive al figlio disperso, mentre all'esterno razzie di sopravvissuti morenti, piogge acide e un opprimente controllo poliziesco mostrano l'orrore della devastazione atomica. Fu considerato decisamente più poetico e realistico di The Day After - Il giorno dopo per la sua sconvolgente analisi della società post-atomica, ma molto meno spettacolare data la quasi completa assenza di effetti speciali.